# Torre del Tambor (Asia)

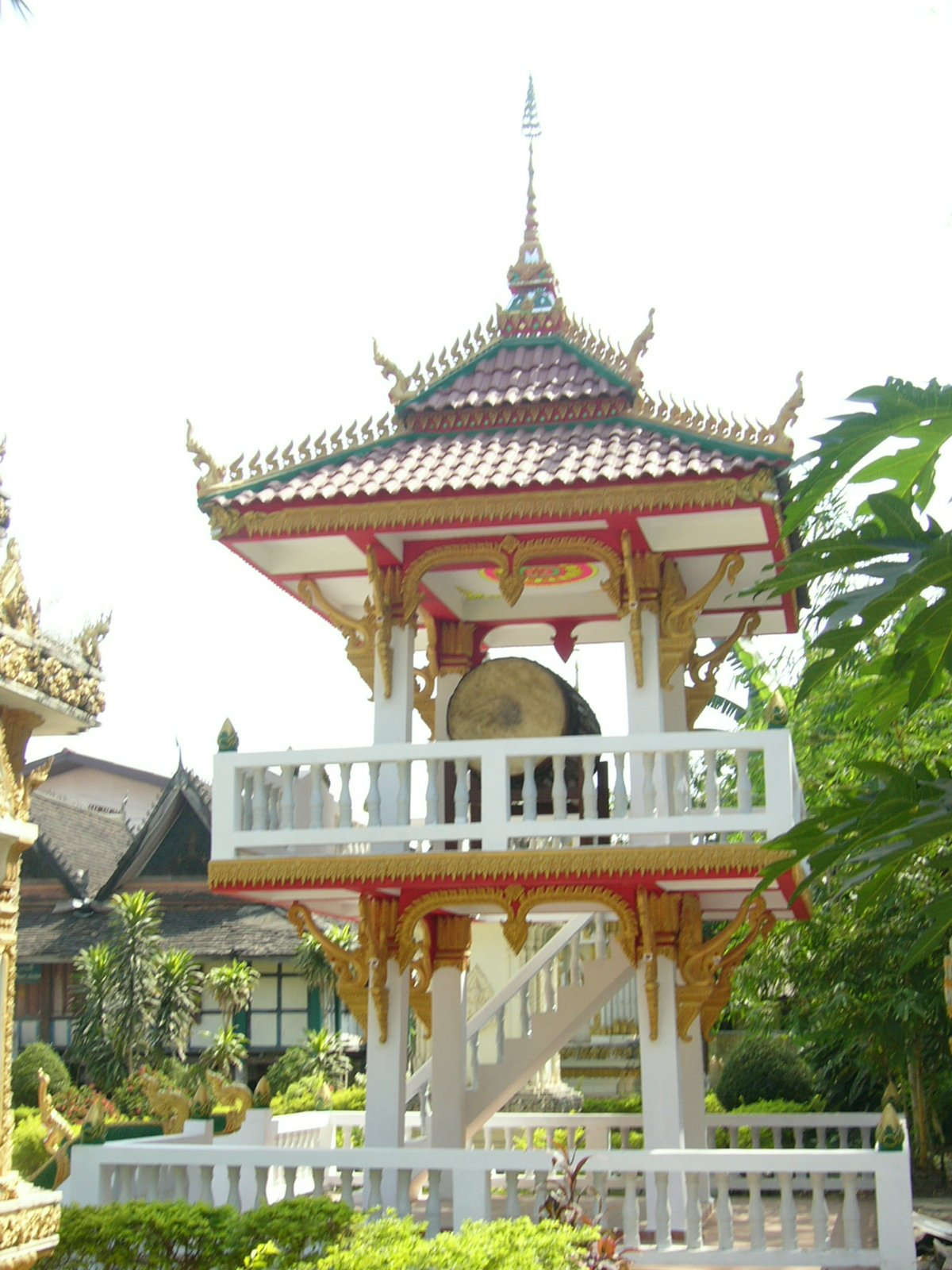
Torre del Tambor en Wat Si Saket, un templo budista en Vientián, Laos

El término Torre del Tambor (en chino, 鼓楼; pinyin, Gulou) se usa para referirse a una torre en el centro de una ciudad china antigua,albergando los tambores. Normalmente hay un campanario cerca.

## Ejemplos
- Gulou and Zhonglou (Beijing) (Torre del Tambor y campanario de Pekín)
- Torre del Tambor de Xi'an
- Torre del Tambor de Nankín

## Localización
Se encuentran en China y países colindantes.
Se encuentran en el centro de la ciudad,algunos barrios centrales de China se llaman como las Torres del Tambor.
- Datos: Q2455293
- Multimedia: Drum towers / Q2455293